# 야마구치촌 (이와테현)
야마구치촌(山口村)은 이와테현 시모헤이군에 설치되었던 촌이다. 현재의 미야코시에 해당한다.

## 연혁
- 1889년 4월 1일 - 정촌제 시행에 따라 야마구치촌·다시로촌·오카나이촌의 합계 3개 촌이 합병해 새로운 야마구치 촌이 성립하였다.
- 1941년 2월 11일 - 미야코정·소케이촌·센토쿠촌과 합병해 미야코시가 되었다.